# Abisso Vitjaz' 2
L’abisso Vitjaz' 2 è un abisso marino situato nella parte sudoccidentale dell'Oceano Pacifico. Con i suoi 10.882 m di profondità è il punto più profondo della fossa di Tonga. 

## Etimologia
L'abisso Vitjaz' 2 deriva il nome dalla nave da ricerca russa "Vitjaz' " (in lingua russa "Витязь") che eseguì la misurazione nel 1957 nel corso di una serie di campagne di esplorazione marina programmate per l'Anno geofisico internazionale.

## Localizzazione geografica
L'abisso Vitjaz' 2 si trova nella parte sudoccidentale dell'Oceano Pacifico, a ovest della dorsale delle Tonga-Kermadec, nella parte meridionale della fossa di Tonga, a sud di 'Eua, la più meridionale delle isole Tonga. 
L'abisso è posizionato alle coordinate 22°56'41S e 174°43'59W.